# Johan Enschedé Hof

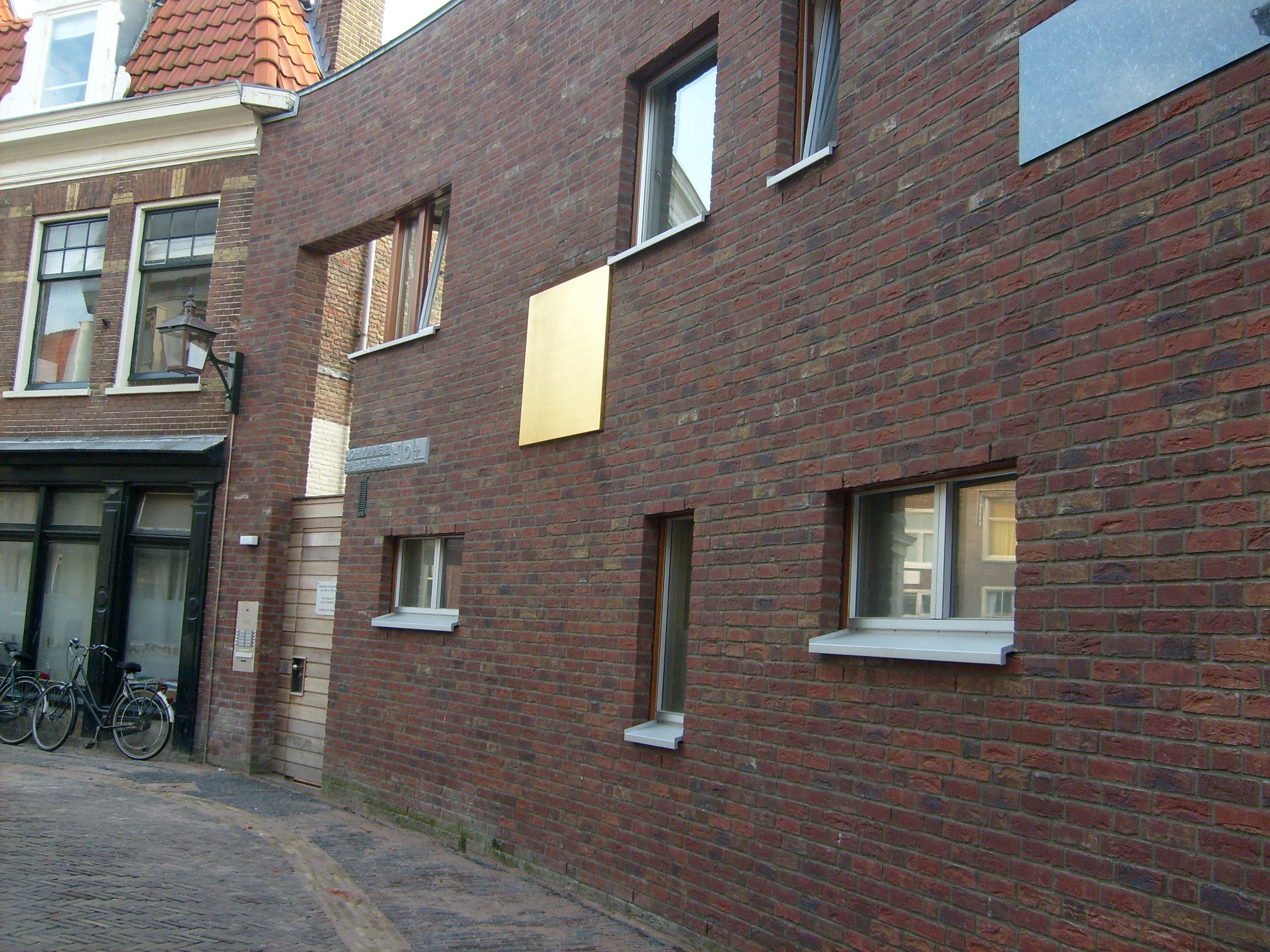
Johan Enschedé Hof

Het Johan Enschedé Hof is een Haarlems hofje opgeleverd in 2007, het hofje is te vinden aan de Korte Begijnestraat in het centrum van Haarlem.
Het hofje is ontworpen door Joost Swarte en Henk Döll die al eerder samenwerkten bij de bouw van de nieuwe Toneelschuur. De binnentuin is naar ontwerp van Ipv Delft. Het hofje ligt naast het op een na oudste hofje van Haarlem, het Hofje van Bakenes. De regenten van het Hofje van Bakenes en Woonmaatschappij Haarlem zijn de initiatiefnemers voor de bouw van dit hofje en beheren het hofje ook. Het hofje bestaat uit 10 woningen, 8 voor vrouwen ouder dan 65 jaar en 2 voor bejaarde stellen.
Het hofje maakt deel uit van het het complex De Appelaar en is vernoemd naar de drukkerij Joh. Enschedé die eerst op deze plaats gevestigd was. Aan de voorzijde van het hofje (zijde Korte Begijnestraat) is een glas-in-loodraam te vinden dat is ontworpen door Joost Swarte. Het hofje is toegankelijk voor publiek, overdag, maar niet in de weekends.
Bestaand:
Brouwershofje ·
Bruiningshofje ·
Frans Loenenhofje ·
Gravinnehof ·
Hofje Codde en Van Beresteijn ·
Hofje In den Groenen Tuin ·
Hofje van Bakenes ·
Hofje van Guurtje de Waal ·
Hofje van Loo ·
Hofje van Noblet ·
Hofje van Oorschot ·
Hofje van Staats ·
Hofje van Heythuysen ·
Johan Enschedé Hof ·
Luthers Hofje ·
Proveniershof ·
Remonstrants Hofje ·
Teylers Hofje ·
Vrouwe- en Antonie Gasthuys ·
Wijnbergshofje ·
Zuiderhofje
Verdwenen:
Aelbert Gerritsz. Fijnebuyckshofje ·
Blokshofje ·
Blokzeyldershofje ·
Boonhofje ·
Brammershofje ·
Bullenhofje ·
Comanshofje ·
Deymanshofje ·
Guurt Burethofje ·
Hofje de Dubbele Muts ·
Hofje de Hemelpoort ·
Hofje de Vijftien Kamers ·
Hofje der Twaalf Apostelen ·
Hofje Het Lam ·
Hofje van Bavo ·
Hofje van Gratie ·
Kenauhofje ·
Luciehofje ·
Pietershofje ·
Sint Annahofje ·
Sint Jans Koenen Gasthuishofje ·
Slickhofje ·
Solomonshofje ·
Twijndershofje ·
Vissershofje ·
Weeshuishofje